# Corian-Verlag
Der Corian-Verlag ist ein deutscher Buchverlag in Meitingen, der auf die Herausgabe von Loseblattwerken spezialisiert ist, vor allem zu Genres der Unterhaltungsliteratur wie Science-Fiction, Horror, Krimis, zu Comics und Filmen. Verleger war Heinrich Wimmer. Der Verlag besteht seit 1983.
In den 2010er Jahren wurden praktisch alle noch laufenden Loseblattwerkausgaben eingestellt. Die Gründe der Einstellung wurden den Autoren nicht mitgeteilt. Eine digitale Ausgabe der existierenden Werke war offenbar nie beabsichtigt.
Die vom Corian-Verlag herausgegebenen Loseblattsammlungen sind nach Erscheinungsjahr des Grundwerks:
- Joachim Körber (Hrsg.): Bibliographisches Lexikon der utopisch-phantastischen Literatur. 1984 ff., 114. und letzte Ergänzungslieferung mit Schlußwort des Herausgebers Joachim Körber: Dezember 2017.
- Norbert Stresau (Hrsg.): Enzyklopädie des phantastischen Films. 1986–2015, 111 Lieferungen.
- Heinrich Wimmer (Hrsg.): Bibliographisches Lexikon der utopisch-phantastischen Literatur – Verlags- und Reihenbibliographien. 1987–2016, 37 Lieferungen.
- Franz Rottensteiner (Hrsg.): Werkführer durch die utopisch-phantastische Literatur. 10 Bde. 1989 ff., 67 Lieferungen bis Ende 2017.
- Friedrich Schegk (Hrsg.): Lexikon der Reise- und Abenteuerliteratur. 1989–2016, 77 Lieferungen.
- Heiko Langhans, Marcus Czerwionka: Lexikon der Comics. 1991–2011, mit 76. Lieferung abgeschlossen.[1]
- Klaus W. Pietrek, Almut Oetjen (Hrsg.): Lexikon der erotischen Literatur. 1992–2006, 15 Lieferungen.
- Klaus-Peter Walter (Hrsg.): Lexikon der Kriminalliteratur. 1993–2014, 82 Lieferungen.
- Kurt Franz, Franz-Josef Payrhuber, Günter Lange (Hrsg.): Kinder- und Jugendliteratur. Ein Lexikon. Begründet von Alfred Clemens Baumgärtner und Heinrich Pleticha. Hrsg. im Auftrag der Deutschen Akademie für Kinder- und Jugendliteratur e.V., Volkach. 1995 ff., 63 Lieferungen (2017).
- Holger Wacker, Almut Oetjen (Hrsg.): Enzyklopädie des Kriminalfilms. 1995–2008, 29 Lieferungen.
- Horst Schäfer (Hrsg.): Lexikon des Kinder- und Jugendfilms. 1998–2016, 50 Lieferungen.

Neben den Loseblattwerken erschienen im Verlag die Reihen Edition Futurum und Studien zur phantastischen Literatur mit Sekundärliteratur zu Science-Fiction und Phantastik, die von Bernhard Grimminger herausgegebene Phantastische Nekrothek, sowie einige Einzeltitel, insbesondere deutsche Science-Fiction- und Fantasyromane, Filmbücher und literaturwissenschaftliche Werke.
Außerdem erschien zuletzt bis 1993 im Corian-Verlag die von der Arbeitsgemeinschaft Spekulative Thematik herausgegebene Zeitschrift Science Fiction Times.